# C'est dur d'être un homme : Tora-san pour toujours
Série C'est dur d'être un homme
C'est dur d'être un homme : Retour à Okinawa
(1997)
Pour plus de détails, voir Fiche technique et Distribution.
C'est dur d'être un homme : Tora-san pour toujours (男はつらいよ お帰り 寅さん, Otoko wa tsurai yo: Okaeri Tora-san) est un film japonais réalisé par Yōji Yamada et sorti en 2019. Il marque le 50e anniversaire de la sortie du premier volet de la série C'est dur d'être un homme dont il constitue le 50e film.

## Synopsis
Mitsuo Suwa, le neveu de Tora-san, a maintenant la cinquantaine. Il s'est marié, a eu une fille et est dorénavant veuf. À l'occasion du sixième anniversaire de la mort de sa femme, des amis de la famille le pressent de se remarier.

## Fiche technique
Source : le site officiel du film
- Titre français : C'est dur d'être un homme : Tora-san pour toujours[2].
- Titre original : 男はつらいよ お帰り 寅さん (Otoko wa tsurai yo: Okaeri Tora-san?).
- Titres anglais : Tora-san, Wish You Were Here[3].
- Réalisation : Yōji Yamada.
- Scénario : Yōji Yamada et Yūzō Asahara (ja).
- Photographie : Masashi Chikamori.
- Montage : Iwao Ishii (ja) et Kazuhide Ishijima.
- Musique : Naozumi Yamamoto et Junnosuke Yamamoto (ja).
- Chanson thème : interprétée par Keisuke Kuwata[4],[5].
- Décors : Mitsuo Degawa.
- Sociétés de production : Shōchiku.
- Pays d'origine :  Japon.
- Langues originales : japonais, anglais et français.
- Format : couleur - 2,35:1 - DCP - 5.1[3].
- Genres : comédie dramatique.
- Durée : 116 minutes.
- Dates de sortie :
  - Japon : 28 octobre 2019 (première mondiale au festival international du film de Tokyo)[6] - 27 décembre 2019 (sortie en salles)[7].

## Distribution
Source : le site officiel du film
- Kiyoshi Atsumi : Torajirō Kuruma / Tora-san (images d'archives).
- Chieko Baishō : Sakura Suwa, sa demi-sœur.
- Gin Maeda (en) : Hiroshi Suwa, le mari de Sakura.
- Hidetaka Yoshioka : Mitsuo Suwa, le fils de Sakura et Hiroshi.
- Kumiko Gotō : Izumi Bruna, l'amour de jeunesse de Mitsuo.
- Chizuru Ikewaki : Setsuko Takano.
- Mari Natsuki : Reiko Hara, la mère d'Izumi.
- Ruriko Asaoka : Lily.
- Jun Miho : Akemi.
- Hiyori Sakurada (en) : Yuri Suwa, la fille de Mitsuo.
- Nenji Kobayashi : Kubota, le beau-père de Mitsuo.
- Takashi Sasano (en) : Gozen-sama.
- Gajirō Satō (ja) : Genko.
- Isao Hashizume : Kazuo Oikawa.
- Tatekawa Shiraku (ja) : artiste de rakugo.

## Autour du film
Une nouvelle page de l'histoire du cinéma s'écrit avec la sortie du 50e volet de la saga C'est dur d'être un homme, la plus longue série cinématographique jamais réalisée. Cinquante ans après le premier film et vingt-deux ans après le précédent volet de la série, Otoko wa tsurai yo: Okaeri Tora-san constitue un événement de la fin de l'année 2019 au Japon en raison non seulement du record de longévité de la série, qui a drainé des dizaines de millions de spectateurs dans les salles obscures, mais aussi de son impact dans la société au travers des répliques de son personnage principal, Tora-san, interprété par le regretté Kiyoshi Atsumi.